# Josef Ladislav Jandera
Josef Ladislav Jandera, OPraem (en allemand Joseph Ladislaus Jandera; né le 19 février 1776 à Horice, et mort le 27 juillet 1857 à Prague), est un théologien catholique qui fut professeur de mathématiques à l'université Charles de Prague dont il devint recteur pour l’année universitaire 1828. Il appartenait à l’ordre des Prémontrés.

## Biographie
Josef Ladislav Jandera fréquenta le lycée de jésuites à Königgrätz avant d’étudier la théologie. En 1800 il entra chez les Prémontrés et fut accueilli dans le monastère de Strahov. En 1802 il fut ordonné. Il termina ses études de philosophie et de mathématiques à l'université Charles en 1804 en obtenant son doctorat de philosophie. En 1805 il fut choisi pour succéder à son professeur Stanislav Vydra à sa chaire de mathématiques. Le candidat opposé était le philosophe et mathématicien Bernard Bolzano. En honneurs de leur maitre commun Jandera prononça le 20 juillet 1816 le « discours à sa mémoire » (« Rede zur Gedächtnissfeyer des hochwürdigen Herrn Stanislaus Wydra ») qui fut imprimé la même année à la maison d'édition Gottlieb Haase de Prague. Pendant l'année universitaire 1828, il exerça les fonctions de recteur de l'université.
Jandera écrivit des manuels d'arithmétique en latin et en allemand. Comme il était normal pour son temps, il voyait les mathématiques comme une "Grössenlehre " et non un examen des structures. Ses recherches lui valurent souvent des honneurs et des distinctions. Entre autres il était membre de la Société royale des sciences de Bohême. En 1855 la ville de Prague le fit citoyen d'honneur.

## Quelques-unes de ses œuvres
- Prima calculi exponentialis elementa nova partim methodo in usum auditorum suorum proposita, Caspar Widtmann, Prag, 1812[2].
- Beiträge zu einer leichteren und gründlicheren Behandlung einiger Lehren der Arithmetik. Geržabek, Prag 1830.
- Uiber Miletin in Böhmen. Ein topographisch-historischer Versuch. Gottlieb Haase Söhne, Prag 1830[3].